# Levevilkår
Ved levevilkår forstås de sociale og økonomiske forhold, der sætter rammerne for hvordan, nogen lever.

## Metoder
Sådanne levevilkår kan defineres på flere måder. En måde er statistiske opgørelser over fx sundhed, uddannelse, arbejde, indkomst, formue og forbrug, bolig, fritid, politiske forhold, særlige gruppers levevilkår og udvalgte ressource tal. Man kan i denne forbindelse tale om at måle "velfærdens materielle side" (hvortil regnes helbred), mens den mere subjektive oplevelse af tilfredshed med ens eget liv, både i materiel og indholdsmæssig forstand udelades ved en undersøgelse af denne karakter. Fordelen ved en sådan undersøgelse er, at resultaterne i vid udstrækning (kan) opgøres statistisk, og at de derfor også bliver sammenlignelige over tid således, at man kan se udviklingen, ligesom tallene med nogen forsigtighed kan sammenlignes fra sted til sted og dermed også geografisk giver et sammenligningsgrundlag.

## Anvendelse
Ved levevilkårsanalyser er det fx muligt at undersøge hvor stor en andel af boligerne, der opfylder visse arealmæssige størrelseskrav, har (eller omvendt mangler) bestemte tekniske bekvemmeligheder som ridende koldt og varmt vand, opvarmningsmulighed, toilet med mere eller lider af fx fugt- eller støjproblemer. Ikke overraskende kan sådanne undersøgelser fx vise, at disse problemer er større for lavere sociale grupper end for højere. De kan også fx vise, at selv om der generelt over tid er sket en almindelig forbedring, er den "sociale skævhed" bevaret. Tales om fx arbejdsvilkårene, kan undersøgelsen belyse, om dette er fysisk nedslidende eller ej, om det udsætter den ansatte for miljøproblemer (fx støj) og så videre. Endelig kan der ved udspørgning belyses, om de udspurgte selv oplevede deres forskellige levevilkår som tilfredsstillende eller ej. I den forbindelse indgår indlysende nok et element af subjektivitet.

## Kritik
Sådanne levevilkårsanalyser er imidlertid blevet kritiseret for at være altomfattende og dermed i analytisk forstand indholdsløse. Når forskellige mennesker vælger vægt på forskellige ting i deres liv, så bliver end indbyrdes sammenligning umiddelbart meningsløs. Skal den have mening, skal de enkelte dele samles i en helhed, hvis delelementer "peger ind imod hinanden i en bestemt problematik, så man ved, hvad det er, man taler om og på hvilken måde, man kan tale om det på. Begrebernes indhold må have en begrænset associationsbredde og i stedet være mere distinktive." Til dette formål er udviklet livsformsanalysen, hvor den enkelte placeres i en ideologisk selvforståelsesramme, som holdningen til de enkelte sider af tilværelsen og de givne levevilkår må forstås ud fra. Ved denne tilgang nedprioriteres således de statistiske målelige levevilkår til fordel for en social (klassemæssig) tilgangsvinkel. Som sådan er livsformsanalysen snarere at anse for et supplement til, ikke en erstatning for, levevilkårsanalysen.